# Pintér István (erdőmérnök)
Pintér István (Csongrád, 1930. május 5. – Szeged, 2017. április 28.) magyar erdőmérnök, politikus. 1990 és 1994 között az FKGP országgyűlési képviselője.

## Életpályája
1930. május 5-én született Pintér István és Nagypál Mária gyermekeként Csongrádon. Szülei 15 holdon gazdálkodtak. 1970 és 1974 között a soproni Erdészeti és Faipari Egyetemen tanult és szerzett erdőmérnöki diplomát. 1947 és 1960 között egyéni gazdálkodó volt. Ezt követően a csongrádi Tisza Tsz-be kellett belépnie. Négy évig főagronómus, majd tíz évig a tsz elnöke volt. 1961 és 1975 között a Csongrádi Városi Tanács Végrehajtó Bizottságának a tagja volt. 1975 és 1990 között az Erdei Termék Vállalat szakelőadója volt. 1990 májusában vonult nyugdíjba.
1990-ben az FKGP Csongrád megye listájáról került az országgyűlésbe, ahol a Környezetvédelmi Bizottságának az alelnöke, továbbá a Költségvetési, Adó és Pénzügyi Bizottsága tagja volt. 1990-91-ben az FKGP, 1991-93-ban a 36-ok, 1993-94-ben az EKGP frakciójának a tagja volt.